# Pilkkajärvi
Pilkkajärvi är en sjö i Kalix kommun i Norrbotten och ingår i Sangisälvens huvudavrinningsområde. Sjön har en area på 0,924 kvadratkilometer och ligger 64 meter över havet.

## Delavrinningsområde
Pilkkajärvi ingår i det delavrinningsområde (734678-184202) som SMHI kallar för Utloppet av Pikkajärvi. Medelhöjden är 79 meter över havet och ytan är 9,56 kvadratkilometer. Det finns inga avrinningsområden uppströms utan avrinningsområdet är högsta punkten. Vattendraget som avvattnar avrinningsområdet har biflödesordning 2, vilket innebär att vattnet flödar genom totalt 2 vattendrag innan det når havet efter 24 kilometer. Avrinningsområdet består mestadels av skog (78 procent). Avrinningsområdet har 0,9 kvadratkilometer vattenytor vilket ger det en sjöprocent på 5,9 procent.